# ラーメン赤猫

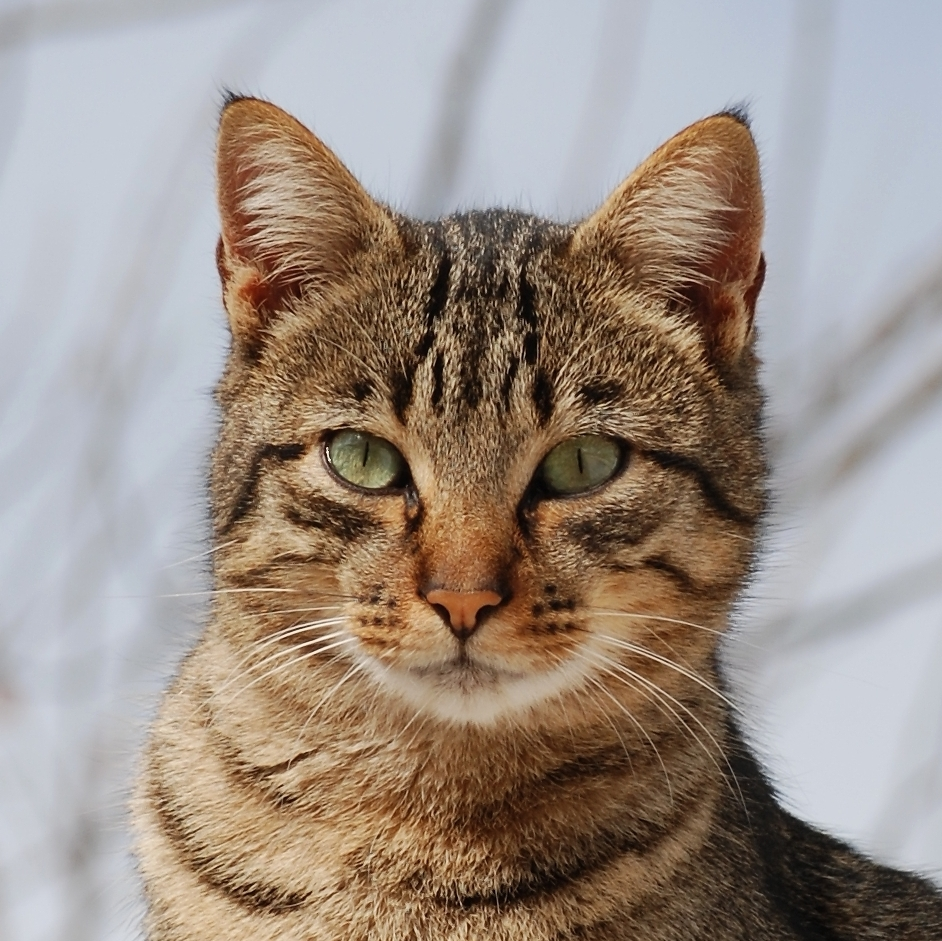
茶トラ　イエネコ

『ラーメン赤猫』（ラーメンあかねこ）は、アンギャマンによる日本の漫画作品。ネコが経営するラーメン屋を舞台とするコメディ作品。
2021年11月26日よりウェブコミック投稿サイト『ジャンプルーキー！』（集英社）に投稿された。ウェブコミック配信サイト『少年ジャンプ+』（集英社）2022年3月14日より10月3日までインディーズ連載。同年10月10日より通常連載に移行し、月曜更新で連載中。

## ルーキー版
『ジャンプルーキー！』に2021年11月26日から2022年2月20日まで投稿されたインディーズ版の前身。全5話。そのうち1 - 3話は、『少年ジャンプ+』のインディーズ連載権獲得を競う「連載争奪ランキング」にエントリーした。4話にはイラスト、5話にはインディーズ連載開始の告知とイラストが描かれた。
「2021年11月 ジャンプ+連載争奪ランキング」で1位となり、『少年ジャンプ+』のインディーズ連載権が与えられた。また、2021年11月期ルーキー賞最終候補作にも選ばれた。

## インディーズ版
『少年ジャンプ+』2022年3月14日より10月3日まで連載された。全29話。インディーズ連載は、担当編集者が付かず内容を作者の裁量に委ねられるかわりに、原稿料が公開から3日間の閲覧数に応じた変動制で、作品の末尾に表示される広告からの収入はなく、単行本の発行は確約されない（本作連載開始時点では単行本化実績なし）などの点で通常連載と異なっていた。
インディーズ版1-3話はルーキー版1-3話とほぼ同じ内容であるが描き直されており、一部キャラクターのデザイン（サブの毛色など）が変更されている。
2022年8月から9月にかけて、『猫田びより』（久楽）と並んでゲーム『にゃんばーカードWARS』とのコラボレーションが行われた。
次にくるマンガ大賞2022 Webマンガ部門で5位に選ばれた。
2022年10月4日には単行本が発売された。インディーズ連載作品の単行本化は『ゴダイゴダイゴ』（コウノスケ）に続いて2作目。

## 通常連載版
2022年10月10日更新の30話より通常連載化した。インディーズ連載枠では初めて通常連載へ移行した作品となった。内容や話数カウントは継続しているが、連載ページはインディーズ版とは別に作られた。

## ストーリー
ラーメン屋のラーメン赤猫は、店長の文蔵を始め、猫たちだけで切り盛りしてきた。そこへ人間の女性、社 珠子が就職面接に訪れる。
猫好きでない珠子だったが何故か採用され、まずは休憩時間に猫の毛をブラッシングする業務やさらには食器洗い等を担当する事になり、その日々の行動を通してラーメン赤猫で人間のように働く猫たちとそれを支える猫好きな人間達、さらには色々な客が訪れるラーメン屋で描かれるキャットフルコメディ。

## 登場人物
声の項はテレビアニメ版の声優。

### ラーメン赤猫の従業員
社 珠子（やしろ たまこ）
声 - 折原くるみ
本作の主人公。眼鏡をかけた茶髪の人間の女性。ラーメン赤猫店舗の前の店主だったおばの紹介で、ラーメン赤猫の面接を受ける。どちらかといえば犬派で、特別な猫好きではなく、それが決め手となって採用された。後にパートから正社員に昇格し、サブの後に入社したラーメン赤猫の初の人間のメンバーとなった。気が弱く、前職は広告代理店の孫請けのブラック企業で、言われれば何でもやる性格を良いように使われていた。誠実で奢らず、誰とでも対等に接する善良な人柄で、研究熱心で会社に貢献したいという意欲も強く、前職の経験を生かして、自主的にラーメン赤猫の改善案や店内用ポスターを作り持ってくる一面もある。普段、午前はブラッシングの後に製麺機を担当、17時以後や繁忙時には通日で食器洗いを担当している。佐々木の繁忙時には経理の手伝いも行っている。また、猫たちは人間向けの味付けのラーメンを食することは出来ないので、彼女が新メニューや期間限定メニューの試食を行っている。ラーメン赤猫ではこうした彼女の多彩な職能は重宝されており、特に急速に上達したブラッシングは好評。洗い場に出ている時は、猫のラーメン屋のイメージを崩さないため、黒子の衣装と猫耳を装着する。B級のホラー映画が好きで、わずかなヒントで映画のタイトルを当てたこともある。マンションで一人暮らしらしく、ラーメン赤猫への出勤には電車を使っている。鳥取県出身。
文蔵（ぶんぞう）
声 - 津田健次郎
オスの茶トラのイエネコ。店長でメイン調理担当。ラーメン屋台「あかねこ」をやっていた先代の味を引継ぎ、ラーメン赤猫を開業した創業メンバー。職人気質で寡黙、厳しくも気配りのできる男気ある優しい性格。頑健で猫なのに睡眠時間が短い。元野良猫で、幼馴染の佐々木と共に先代に拾われた。行く末を案じた先代の計らいで、一時は佐々木江理子に引き取られたものの、義理堅くも恩人の先代の元に戻るため脱走、屋台猫として落ち着き、先代の仕事を手伝うようになった過去がある。先代が体調を崩して介護施設に入り引退した後は、先代のレシピを手本に1匹で屋台を守り抜いていたが、佐々木に口説き落とされて店舗「ラーメン赤猫」を開業、繁盛させた。料理人としてストイックで、開店前や昼と夜の営業時間の隙間の休み時間ですら、道具の整備や料理の仕込みをし、休日も研究をしている。先代の味を守り抜くことに頑固で保守的だったが、珠子やクリシュナに刺激されて、新メニュー開発に挑むなど変化し始めている。トレードマークのはちまきは先代から譲り受けたもの。“文蔵”の名前も先代につけてもらった。なお佐々木江理子に引き取られた時に、“タルト”という名前をつけられていた。法的人格、調理師免許など資格を持ち、食品衛生責任者講習を修めている。雷が苦手。
佐々木 プリン（ささき プリン）
声 - 杉山紀彰
オスの灰シロハチワレの点目なイエネコ。ラーメン赤猫の創業メンバーでプリンカンパニー株式会社のCEO。接客・レジ・経理担当。落ちいた性格で柔らかい対応をする。ただしメニューの原価率やコスト管理はきっちりしていてうるさい。元野良猫で、病気に苦しんでいたところ、文蔵と一緒にラーメン屋台「あかねこ」の主人（先代）に拾われ介抱された。その後、文蔵とともに佐々木江理子に引き取られ暮らしていたが、彼女が難病により入院。献身的な看病の甲斐も虚しく死去し、彼女の遺言に基づいてその遺産を引き受け資産家になっている。普段はラーメン赤猫に寝泊まりしているが、実家は家政婦付きの豪邸で、帰宅の際は車の後部座席に座って送迎されている。珠子のおばからラーメン赤猫の現店舗を買い取り、屋台に固執する文蔵を口説き落として店舗「ラーメン赤猫」を開業した。またその資産を使い、猫科動物の自立や社会進出を援助する社会事業を手掛けている。ラーメン屋台のお手伝いをしたことがあり、ラーメン赤猫の仕事は一通りこなすことができる。加えて猫ながら介護・雇用・経営・労務・経理に通じ、広い人脈を持つ。一方、運動神経は鈍い。生前の佐々木江理子から“プリン”と名付けられており、戸籍も銀行でもその名前で呼ばれるが、彼はその可愛い名前が恥ずかしく、普段は周りに名字呼びさせている。曰く「名前を呼んでいいのは1人だけ」。法的人格を持っている、また介護看護技能を習得しており、食品衛生責任者講習を修めている。税務署が苦手。好きな言葉は「猫に小判」。
クリシュナ
声 - 早見沙織
メスのトラ。製麺担当。アムールトラの父とベンガルトラの母との娘で、日本の動物園で生まれた。両親とともに動物園で飼育されていたが、両親の契約が終わり元の国に戻る際、自分の引っ込み思案では海外生活は困難と考え、日本に残り、石上に養われていたところ、佐々木にスカウトされた。ラーメン赤猫の3匹目の正規メンバーで、ハナよりやや早いがほぼ同期。普段は店の奥の製麺所で店に出す拉麺を打っており、滅多にホールには出て来ない。そのため一部の常連からはレアキャラ的な人気があるが、恥ずかしがり屋のため戸惑っている。体躯は珠子以上に大きく、クレーマーや迷惑客が来店した時には製麺所から姿を現し、威圧して追い出す揉め事対応もするが、素はかなり臆病なため、いつも内心では怯えている。麺打ちは独学で習得したもので、店の名物である虎打麺（手打ち細麺）にはプライドある拘りと哲学を見せる。当初は全ての製麺を担当していたが、珠子が機械製麺を担当してからは麺切り包丁での手打ち麺製造に専念している。また、ラーメン赤猫で暮らす猫たちの、洗濯や掃除、また忙しい時の食事作りなど生活のサポートも担当する。挑戦4年目に、大型肉食獣としては初の法的人格を取得。野生に還った父親に会いにシベリアに行くことを夢見ている。任侠映画が好きでホラー映画が苦手。曰く「ヤクザは虎の一撃で倒せるが、ゾンビは一撃じゃ倒せないから」。性格的に苦手なものはたくさんある。
ハナ
声 - 釘宮理恵
メスのシロネコなイエネコ。長毛種だが短毛にしており、お腹にハートマークの模様がある。ホールで接客を担当する、ラーメン赤猫のアイドル的存在。仕事に関してプロ意識が強く、来客には愛想を振りまく一方で、仕事には厳しく同僚への評価眼も厳しい。接客能力は抜群で、店内の雰囲気や人流を読むことに長ける。ラーメン赤猫の4匹目の正規メンバーで、接客に関しては臨時雇いだったテトラの後輩にあたる。やる気のないテトラを反面教師にそのスキルを磨き、後にサブ、ジュエルを指導した。前職では「らぶぴぴ」という名前で、飼い猫のアイドル、インフルエンサーとして活動していたが、自分が開けたピアス穴が飼い主の動物虐待スキャンダルに発展、業界不信に陥る辛い出来事を経験した。この事件から飼い主であるヨーコの元を飛び出して独立、トリミングサロンで長毛を短毛にカットして世間から正体を隠し、ラーメン赤猫に雇用された。その後、ヨーコとは再会して和解している。サブ曰く、初対面ではとりあえず嫌ってみるところがあり、当初は縁故採用で人間の珠子に冷たく強い態度をとることがあったが、珠子の店やメンバーを想う行動、労働意欲の強さ、研究を重ねたブラッシングを受け続けることで段々と心を開いていき、呼び方も「アンタ」から「社さん」「社さん」から「珠ちゃん」へと柔らかく変わり、仲の良い同僚になっていった。クリシュナとは同室で仲が良い。法的人格を持っている。カラスが苦手。
サブ
声 - 村瀬迪与
オスのクロネコなイエネコ。餃子や唐揚げ等のサイドメニューの調理及びラーメンの盛り付けを担当。ラーメン赤猫の5匹目の正規メンバーであり、マイペースなムードメーカー。元は野良猫で、中華街をテリトリーにしていたが、ラーメン赤猫の残飯を漁っていたところを文蔵に見つかり、チャーシューの味について意見したことからスカウトされ雇用された。味の濃い人間の食べ物を食べても平気なほど内臓が強く、それなりに舌が肥えている。鴨や魚が大好き。当初はハナのもとで接客を学んでおり、現在は上記の通り調理場で文蔵のサポートをしている。新しいことをするのが好きなうえ、それらを覚えるのも早い。ハナ、テトラ曰く「天才猫」だが、本人に自覚は無いようで、自分にできないことをこなす赤猫メンバー全員を尊敬している。ラーメン赤猫に居続けるつもりでおり、法的人格取得の意欲は全くない。ネット通であり、自分の部屋でゲーミングPCやチェアーの整備を自分でする他、実はFPSゲーのソロプレイでも屈指の腕前でプロチームからスカウトされる程の腕前を持つが、ラーメン赤猫で働くことを選んでいる。ジュエルと同室。注射が苦手。掃除機、クリスマスツリーが嫌い。2024年の人気投票1位。
ジュエル
長毛種のオスの灰イエネコ。接客担当。珠子正社員加入後のラーメン赤猫の1人と6匹目の正規メンバー。猫のホストクラブを作り「てっぺんをとる」ことを目指す情熱家で、そのために接客を学び修行したいとして、但馬・丑満丸の紹介で猫手不足のラーメン赤猫に加入した。長毛種ながら免許皆伝されるほど「毛を落とさぬ技」の技量は高い。子供の頃は空き箱を与えられていた野良の地域猫で、自分を家に入れて介抱しその後姿を消した恩人のホストに憧れ、自分もホストになることで再会を夢見ていた。ハナについてホール接客担当として勤務。初対面でこそ、派手な容姿で"10L"と書かれた黒い名刺を配るなど軽薄な言動をみせたが、ブラッシングの間に経営の勉強をする、営業中でも暇があれば筋トレを欠かさず、皆が寝静まった後に筋トレするなど、仕事に取り組む姿勢は真摯で努力家、そのために成長も早かった。赤猫メンバーが、荒唐無稽な夢とも思える猫のホストクラブ設立を心から応援してくれる事に感銘を受け、独立が目標ではあるがラーメン赤猫にも強い思い入れがある。その後法的人格を取得しイタリアへラーメン赤猫の代表として出張している。雪国出身らしく（北海道と思われる）、積もった雪の処理について明るい。車に酔いやすく、お化け（怪談）や生魚が苦手。　
山郷 ゆず（やまさと ゆず）
短毛種のメスのイエネコ。接客見習い。ジュエルの後に加入した猫で、ラーメン赤猫の1人と7匹目の正規メンバー。前職は行政に近い公益法人に勤めていたが、閑職で充実を感じてはいなかったらしい。但馬と丑満丸の元で再訓練して、ラーメン赤猫に雇用された。但馬は「かしこく仕事はこなせる」「だいぶ甘やかされていたらしい」と評し、丑満丸は「強い自立心がある」「ハナとは真逆とも似ているともいえる」と評している。丑満丸をいたく尊敬しており、赤猫就職も丑満丸の言葉が最後の後押しになった。当初はジュエルの下で接客を訓練していたが、非力なため配膳にも苦労し、ハナの提案で得意な数字や文字の技能を活かせるレジ担当に落ち着き、佐々木の事務を補助するようにもなっている。性格は素直で誰に対しても丁寧な態度で接する。初めて仕事を失敗した際には悔し涙を流し、強い向上心がうかがえた。当初は他のメンバーと距離をおいており、日に2回入浴してブラッシングを嫌っていたり、まかないを拒み弁当（缶詰）持ってくるなど自分のライフスタイルを守っていたが、珠子のブラッシングに応じる、文蔵のまかないを食べるなど次第に馴染み始めている。以前はとある夫婦に飼われていた飼い猫で、最初ににんげんのパパにつけられた名前は「ポン酢」。「ゆず」はそれを嫌ったママにつけられた名前。今はラーメン赤猫の近くに家を借りて一人暮らしをしており、そこから通っている。

### ラーメン赤猫を支える人間と猫たち
寺田 みきお（てらだ みきお）
声 - 黒田崇矢
見た目は反社会的な雰囲気のスキンヘッドで右目上に疵があるスーツの男性。強面な外見とは裏腹にとても物腰の柔らかい弁護士。開業時より、ラーメン赤猫の顧問弁護士のような立場で、店員トラブルや役所との対応など、いろいろな困り事に対応してきた。また、猫の法的人格取得もサポートしている。ハナからは「みきちゃん」の愛称でも呼ばれる。元々はプリンを飼っていた佐々木江理子の顧問弁護士であり、彼女の友人でもあった。彼女が亡くなった折にプリンへの遺産相続を行ったことが縁になっており、ラーメン赤猫の開業以前からプリンに付き添っていたことが確認できる。柔道有段者。響という名の高校生の娘がいる。
城崎（しろさき）
声 - 内山昂輝
佐々木の人脈からラーメン赤猫に出入りしている什器、設備保守や修理を行う青年。身寄りがなく、学歴は中卒で、そのため強い勉学欲を持っており、フリーの何でも屋をやりつつ大学進学の費用を貯めている。人当たりが柔らかく、賢く手先が器用。ラーメン赤猫の厨房のすのこ台や、2階ベランダの看板は彼が製作した。また調理器具などを猫に合わせて調整するなど細かいオーダーにも応じており、ラーメン赤猫は彼を全面的に応援している。猫アレルギーのためラーメン赤猫で業務をしている時はガスマスクを着用しているが、外すと女の子と見間違うようなイケメン。猫舌。
ラットのママ
声 - 朴璐美
ラーメン赤猫の隣のビルの上の階でバー「ラット」を経営しているスレンダーな中年女性。ねずみ年生まれ、店名の「ラット」はそれに由来する。かなりの世話焼きで、無償で換毛期のクリシュナのブラッシングを請け負ったり、赤猫店舗用の門松を自作して飾るなど、ラーメン赤猫の開店時から何かと猫たちを気にかけている。珠子にもブラッシングで腱鞘炎になったりしないか心配して、違和感があったらマッサージするからすぐに店に来るようにと声をかけた。元は有名店のナンバー1ホステスで、ホストクラブ開設を夢見るジュエルの相談役にもなっている。既婚。
御所川原 凜（ごしょがわら りん）
声 - 安済知佳
みきおの後輩の女性弁護士。ネット対応に強く、ラーメン赤猫の拡散している動画の削除・情報制限について対応している。実は極度の猫好きで短期間だけラーメン赤猫のブラッシング担当をやっていた。一度は弁護士を辞めてラーメン赤猫で働こうとしたが、猫好きゆえの度を越えたスキンシップが赤猫のスタッフに嫌がられて断られている。自分の執着がバレまいとしたのか、しばしば変装してラーメンを食べに来ていたが、猫たちには臭いでバレていた。珠子が拾って来た子猫を引き取ってからは猫への欲求が落ち着いたのか、変装して来店したり赤猫のスタッフに強い執着を示すようなことはなくなり、帰宅時に珠子とお茶をしたり、クリシュナとSNSで繋がるなど、ごく自然な交流をしている。なお、飼い猫の名前はウメ吉で、人語は話さない。
但馬 照（たじま てる）
声 - 磯辺万沙子
文蔵の古くからの知り合いの老女。元料亭の女将。先代からの付き合いで、自家製メンマを卸している。自分の舌にかなう店にしかメンマを卸さず定期的に味のチェックをする厳しい人物。ラーメン赤猫のメンバーは彼女の前では戦々恐々とし、文蔵ですら背筋が伸びるほどだが、唯一ハナだけは「但馬のおばぁ」と呼び親しんでいる。実はラーメン赤猫の猫メンバーに飲食店で働くための接客の基本を教えたのは彼女であり、また彼女の飼い猫の丑満丸が「毛を落とさぬ技」を伝授している。佐々木の伝手では、働く猫の養成をする元締のような存在でもあり、佐々木と連絡をとり、雇用に有望な猫がいるかどうかを伝えている。バンクーバーに孫がいる。
西屋（にしや）
本名不詳。ショートヘアに細目の快活な女性。頭に「西」と書かれたキャップを被っている。ラーメン赤猫が乾物を仕入れている「西屋」の配達員。文蔵は「西屋さん」と呼んでいる。西屋から仕入れた乾物を利用して、文蔵が新メニュー「魚介醤油ラーメン」を開発した際には珠子と一緒にその試食を行い、称賛するとともにアドバイスをしている。
宮島（みやじま）
ラーメン赤猫が肉を仕入れている「肉の宮島」の社長。気の良い関西弁の中年の男性で、朗らかで冗談好き。ラーメン赤猫を贔屓にしており、仕入れ値を割引してくれている。佐々木を撫でるのが好き。
花山（はなやま）
人物名のみ。ラーメン赤猫が野菜を仕入れている「花山農園」のオーナー。
弓頭（ゆみかしら）
佐々木家のお手伝いで、腰の低い壮年の人物。61歳。普段は佐々木の豪邸の維持管理をしており、佐々木が帰宅する際には送迎の運転手も務める。ラーメン赤猫のメンバーが遊びに来る際には料理など接待、料理、雑事全般を行う。また、お正月にはラーメン赤猫のスタッフにおせち料理を提供している。左手の薬指に指輪をしているが、既婚なのかは不明。
先代
声 - 浦山迅
本名不詳。ラーメン屋台「あかねこ」をやっていた青いはちまきに禿頭の中年男。文蔵と佐々木からは「オヤジ（さん）」の愛称で呼ばれる。病気に苦しむ野良子猫の佐々木と付き添う文蔵を保護し、お金もないのに獣医に連れて行った2匹の恩人。その後、彼らを佐々木江理子に預けたが、彼の元に戻った文蔵に仕事を教えるようになった。文蔵曰く「ラーメンバカ」というべき人物で、金儲けに関心がなく、全てをラーメンに注ぎ込んでおり、ラーメン以外のことはあまり明るくない人物だったらしい。佐々木曰く「職人というよりは研究者」。ラーメン研究を記録したレシピ研究ノートを作り、その味はレシピ研究ノートと共に文蔵が引き継いている。現在はラーメンの食べ過ぎが原因で体にマヒを起こして引退、介護施設に入っており、文蔵と佐々木はしばしばお見舞いに行っている。曰く、頭はしっかりしているとのこと。
湯所 清一（ゆどころ せいいち）
株式会社ホットスプリングの代表取締役社長で、ラーメン赤猫の注文・会計管理・スマホ決済システムを独自に構築しプログラムしたシステムエンジニア。メガネにロングヘア、無精髭の成人男性。腰の低い人柄で、丁寧でやや古風な口調で喋り、興奮すると早口になる。御所川原の大学時代のサークルの先輩であり、頭抜けた天才。仕事に没頭すると周りのことが一切気にならなくなる集中力の持ち主で、ラーメン赤猫の決済システムにエラーが出た際には、貫徹作業でたった一晩で復旧させた。文蔵とは互いに（その仕事ぶりを）リスペクトしている。ご飯の味の変化がわかる鋭敏な舌を持っている。女性が苦手。
石上 太一朗（いしがみ たいちろう）
丸メガネで痩身、女性口調のスタイリッシュなジュエリーデザイナー。テトラの飼い主。普段はテトラを連れて海外で仕事をしている。大型動物の保護活動もしており、ラーメン赤猫に来る以前のクリシュナを動物園から保護して、一時期は一緒に暮らしていた。美しいものが好きで、美しいクリシュナを可愛がり、クリシュナにもよく慕われている。ラーメン赤猫のマークは、佐々木をモデルに石上が匿名無償で作ったもの。
狩屋 氷室（かりや ひむろ）
ラーメン赤猫の隣のビル1階にある喫茶店「コーヒーナミビア」の店長で、メガネをした短髪の美青年。ハナがらぶぴぴとして活動をしていたごく初期からのハナ推しガチ勢。らぶぴぴ引退を悲しんでいたが、ラーメン赤猫で再会し、以後、ハナ推しの常連客となった。ハナに対しては適切な距離を取り、寡黙な紳士を気取っていたが、ラーメン赤猫のスタッフにはハナ推しガチ勢であることはバレていた。また、プライベートでナミビアに旅行した際にコーヒーナミビアのオーナーと出会い、長く休業になっていた店舗の店長を任されることになった。ハナとの再会も、コーヒーナミビアがラーメン赤猫の隣であったことも全くの偶然だったのだが、ラーメン赤猫のスタッフには誤解を恐れてなかなか打ち明けられずにいた。真相が明かされてから、改めてお隣さんとしてラーメン赤猫のスタッフと挨拶を交わし、交流している。スマホ着信音はらぶぴぴ初期のアイドル曲のレア音源。
雪峰 椿（ゆきみね つばき）
狩屋のいとこで、彼と共に喫茶店「コーヒーナミビア」を営む、向かって左側の前髪を垂らしたイケメン青年。アイシングやデコレーションクッキー作りが得意。狩屋の影響でハナ推しの常連客になった。狩屋とともに、ハナに対して適切な距離を取り、寡黙な紳士を気取っていた。サブ推しガチ勢の少女が暴走したときには彼女をたしなめ、社が帰宅中に不審者に絡まれたときは、不審者を投げて制圧した。狩屋と共に、ラーメン赤猫のスタッフとは改めてコーヒーナミビアの店員として挨拶を交わし、お隣さんとして交流している。
丑満丸（うしみつまる）
長毛種のクロネコなイエネコ。猫の忍者である「忍猫（しのびねこ）」の末裔。照の飼い猫で相棒的存在であり、人間界に飛び込む猫たちに修行を付ける師匠的な存在。かなりの年配格で貫禄のある喋り方をする。赤猫に来る前のメンバーに忍猫の技である「毛を落とさぬ技」の修行を施しているが、その内容は人間には絶対に伝えてはならないとしている。
テトラ
スフィンクス種でピンクのイエネコ。メス。石上の飼い猫であり、佐々木の友達。普段は石上とともに海外で暮らしている。前向きでサバサバしたこだわらない性格で、極めてマイペース。品種の特性として体毛が無いため毛を落とす恐れがなく、猫の手が足りなかったラーメン赤猫の創業期に、短期のお手伝いとして接客を担当した。しかし本人には労働意欲が全くなく、その勤務態度は後輩のハナの反面教師となった。またその態度を見かねてクリシュナが叱責したことが、ハナがクリシュナと仲良くなるきっかけになっている。解雇の際には、餞別としてラーメン赤猫に製麺機を寄贈した。ラーメン赤猫との交流が再開してからは、サブ、社、ジュエルら、彼女が退職した後に加入したメンバーとも親しくなり、日本帰国中は時々ヘルプとして呼ばれるようになっている。バイオリンを弾く特技がある。

### ラーメン赤猫の常連客
松村（まつむら）
屋台の頃からの古参常連の、メガネに作業服のおじさん。さり気なく客の空気をフォローするなど気の回る好人物で、文蔵とは顔なじみで、かつて屋台で頑張る文蔵に励まされていたと語り、文蔵のことを親しみを込めて「文ちゃん」と呼ぶ。昔は頻繁に来店していたらしいが、年配になり健康問題から家族に注意され、来店の機会が減っている様子。久々に来店した折には文蔵から新メニュー「魚介醤油」の試食を頼まれて快諾、これを絶賛している。
藤原（ふじわら）
声 - 野路ももこ
常連のおばあさん。実は元文化財修復士でイタリア在住経験がある。ピエトロ・ロマーリオの初来店時に同席しており、彼がラーメンの味に感動し、文蔵に質問した際、文蔵からの回答（接客一番、味二番）をイタリア語に翻訳して説明している。また、社の前職の元上司とその部下が来店した際には、元上司の酒乱をたしなめている。
間宮（まみや）
声 - 大平あひる
前髪をセンター分けしたショートヘアのOL。来店頻度は週1回〜月1回。佐々木推し。会社関係、友人知人関係の人たちにラーメン赤猫を紹介しており、紹介した人はのべ56人、うち常連化した人は22人、沼にハマった人は8人おり、ラーメン赤猫の顧客増加に貢献している。佐々木には新しい来店者を連れてくる常連として認知されている。
藤見（ふじみ）
声 - 弘松芹香
ツリ目、キツネ顔で前髪をセンターで分けているショートボブヘアのOL。初期からモブとして来店している。間宮の友人もしくは同僚であり、間宮に誘われてラーメン赤猫の常連になったひとり。初来店のときにはこの日初来店することになる渡井とすれ違っている。文蔵が新メニュー「魚介醤油ラーメン」を開発したときに偶然入店し、その試食を頼まれた。その際、自分が常連として認知されていたことに驚き、内心で興奮していた。怪談が好き。
渡井（わたらい）
声 - 野村勝人
細目のサラリーマン男性。初期からモブとして頻繁に来店している。転勤した先で偶然見かけたラーメン赤猫に入店して元気をもらい、以来、常連となっている。ラーメン赤猫の箱推し。来店頻度は週1〜3回。一時期、転勤の話が上がりラーメン赤猫との別れを惜しんでスタッフに記念写真を撮ってもらったことがある。その時は結局、代わりに後輩が転勤することになり免れた。文蔵が新メニュー「魚介醤油ラーメン」を開発したときに偶然入店し、その試食をしている。
石田（いしだ）
声 - 木村憲司
メガネのサラリーマン男性。礼儀正しい人物。ラーメン赤猫には猫ではなくラーメン目当てで通っている。社に絡む彼女の元上司に文句を言った。一度、婚活で着飾った女性と共に来店したが、相手が猫嫌いのために失敗したことがある。その様子を偶然相席していたみすずに突っ込まれた。以後、みすず、マユとつるむことが増えており、ときどきみすずとデートの練習として飲みに行ったりカラオケに行ったりしているらしく、最近はみすずにプレゼントを贈るなどしている。マユは彼の気持ちを察しているようだが、みすずにはまるで伝わっていない様子。
みすず
声 - 白兎夕季
短髪で大柄の朗らか、豪快なOL。マユの親友で同僚、いつもふたりで来店している。少食なマユの食べきれない分を食べているらしい。マユと共に石田の婚活失敗に居合わせており、それに突っ込みを入れたことからマユと共に石田とつるむことが増えており、やがて石田からプレゼントを贈られるようになっているが、本人はその意図がよくわからない様子。
マユ
声 - 綾坂春名
ボブヘアの小柄なOL。みすずの親友で同僚、大抵は一緒に来店している。みすずに誘われて初来店した。少食。初来店時に問題客に対応していたクリシュナを見て以来、猛烈なクリシュナ推しで、注文するのは大抵、虎打麺を使った赤猫スペシャルのハーフ。バレンタインデーにはクリシュナにお手製のバレンタインプレゼントを贈っている。
佐倉（さくら）
声 - 潘めぐみ
化粧品会社に務めるギャル系のOL。ラーメン赤猫の売上に貢献するため、いっぱい食べそうな大柄の男性（滝）を逆ナンパしてラーメン赤猫に連れてくる。その後はサブの（意図しない）後押しもあって、彼と交際しているらしく、カップルで来店する場面が増えている。
枕崎（まくらざき）
声 - 春瀬なつみ
間宮の後輩のOL。ショートヘアで、前髪が中央でまとまっており、目が大きい。間宮にラーメン赤猫に連れてこられた客のひとり。猫のラーメン屋であることに感動していた。
滝（たき）
声 - 武内駿輔
佐倉に逆ナンパされて来店した大柄の男性。大食い。基本口数が少なく髪の毛で目を隠す位伸ばしている。初来店時にはデビュー前の格闘家で、佐倉の逆ナンパには佐倉が気安く男性に声をかけるのは危ないからという正義感から応じ、以後、佐倉と来店するようになった。気が優しいため、クリシュナやハナ、佐々木らから気迫や威圧感を教わるうち、守りたいモノとそのために戦うことを学ぶ。クリシュナにあやかってリングネーム「赤虎」として格闘家デビューし、後に、年末のとある格闘技大会で優勝する。デビュー戦後からは、佐倉と交際していることがほのめかされている。
ピエトロ・ロマーリオ
声 - 楠見尚己
白髪壮年、外国人の男性客。引退したイタリア料理店「ロマリ」の三つ星オーナーシェフで、その突然の引退がネットニュースになる程の有名人。世間的には料理への情熱を失い、失踪したことになっている。ラーメンフリークであり、ラーメン赤猫の味にいたく感銘し、情熱的に絶賛。2度目の来店時には酷暑の真夏日にも関わらず、惚れ込んでいる熱い赤猫しょうゆラーメンを注文した。初登場時（引退時）は60歳。
有栖川（ありすがわ）
声 - 山橋正臣
猪田、青木らと初来店した細目で中年の穏やかなラーメンマニア。猫好きらしく、ラーメン赤猫の方針に反発する猪田の猪突をたしなめている。バー ラットにも訪れている。
猪田（いのだ）
声 - 綿貫竜之介
有栖川、青木らと初来店したメガネで中年のラーメンマニア。一人称は「小生」。ラーメン赤猫の撮影、SNS禁止の方針に不服で、有栖川にたしなめられて反省した。再来店時にはラーメン赤猫の方針を「秘密主義」と評している。バー ラットにも訪れている。
青木（あおき）
声 - 木村太飛
有栖川、猪田らと初来店したメガネで黒髪のラーメンマニア。その後常連となり、猪田と再来店したときは常連であることが猪田にバレた。ラーメン赤猫はライブ感がウケているのだと分析する。
寺田 響（てらだ ひびき）
寺田弁護士の娘で女子高生。ショートボブの美少女。真面目で成績は優秀で、学年のトップ10に入る。父親に連れられて初来店。2度目の登場時には友人と来店している。塾に通っており、家では本ばかり読んでいる。自分では自身を根暗なのかもと思っており、無理してクラスメイトに合わせるのに疲れている。父親には学生生活を楽しむのも大切だと言われて反発している。
カコ
響の友人で、彼女に連れられて初来店した前髪オカッパでショートヘアのよく笑う女子高校生。高校生活を楽しみたいと思っており、成績は良いときは響と変わらないが、波があるらしい。学校では盛り上げようと思って頑張っているが、家では部屋にこもってゲームばかりしているといい、響と似ている部分があることから、彼女と仲良くなった。マンション暮らし。祖母の家で猫を飼っているが、超偉そうだという。

### その他
てんぴる（てつお）
声 - 虎島貴明
突撃系（迷惑系）配信者の青年。撮影拒否のラーメン赤猫に乗り込んで配信動画を強行し、騒動を起こすが、寺田にたしなめられ、身元をおさえられて逃げ去った。その動画は削除されるが複製が拡散しており、その後のラーメン赤猫の来客者の数や客層に影響を与えたと思われる。後に「てつお」とアカウント名を変え、過去を隠して別ジャンルの配信者となるが、知人の配信者に連れられて偶然に客として再来店するハメになり、その際に自ら正体を明かし、ラーメン赤猫のスタッフに謝罪と反省を伝えている。
ヨーコ
声 - 上田麗奈
ハナ（らぶぴぴ）の元飼い主の若い女性。鼻筋が通っていてファッションは派手。アイドル猫でインフルエンサーだったらぶぴぴのピアス穴について飼い主の動物虐待を疑われる大スキャンダルがあり、さらに飼い主の容姿を誹謗する声を気にして、不本意に何度も整形した過去がある。メールだけ残して自分の元から逃げ出したらぶぴぴの行方を探していたが、てんぴるの動画からハナの存在を知り、ハナ＝らぶぴぴを連れ戻しにラーメン赤猫に現れた。しかしハナはアイドル復帰を拒絶し、連れ戻されることも拒否した。一晩話し合って和解し、その後はハナが休日に遊びに来るような間柄になっている。
佐々木 江理子（ささき えりこ）
声 - 佐々木優子
故人。生前はプリンの飼い主だった資産家の女性。ラーメン屋台「あかねこ」の常連であったらしく、拾った子猫2匹（文蔵、プリン）を持て余した先代は、裕福な彼女に2匹を託した。しかし文蔵は自ら先代のもとに帰ったため、残ったプリンを引き取り可愛がった。一代で事業を起こし成功した実業家だが、若くして難病を患い亡くなった。その晩年は人間を寄せ付けなかったが、プリンが献身的に看護したこともあり、友人で顧問弁護士でもあった寺田に、その全資産をプリンに譲るよう遺言を残した。
鈴川（すずかわ）
動物園でクリシュナの世話をしていた年配の女性の職員（飼育員）。クリシュナにとっては育ての親代わりだった。ラーメン赤猫に来たこともある。今でもクリシュナの母親とはSNSで繋がりを持っている。

## 世界観
作中世界には普通の猫がいる一方で、文蔵たちのように高い知能を持ち人語を操る猫（猫科動物）がある程度一般的に存在する。そのような猫については、試験をパスすることで人間と同格の社会の構成員になることが可能になる法整備もされている。一方、猫好きの人間の振る舞いなどや、猫の多くが自分の好きなことしかやらない（働きたがらない）のは、現実と大きく変わらない。猫（と虎）以外に、人間のような振る舞いをする動物は登場していないため、他の動物がどういう存在なのかは不明。

### 世界設定
しゃべる猫
作中世界では、現実世界と同じ猫以外に、人語を解し、しゃべり、さらには人間と同じような技能を獲得する事ができる猫が存在する。これは後天的に、また自然に獲得する能力であるらしく、体格の大きい猫に多いとされている。しゃべる猫自体はそこまで珍しくないようだが、ラーメン赤猫に集う猫のように「しゃべり、さらに働く猫」は少ない。佐々木はこうした猫の社会進出を支援している。
法的人格（権）
猫科動物は、筆記試験、面接試験をパスして法的人格を取得することで人間と同格の社会権を取得することができる。法的人格を取得すれば、社会人としての独立性が認められ、銀行口座の開設や裁判を受けること、公共交通機関の利用などが可能になることが描かれている。また、人間と同じように一部の法的免許を取得することも可能になるらしい。ただし法的人格権を取得していても、働く猫は労働法の適用外。これは働く猫が極めて珍しいためであるらしい。

### 舞台
ラーメン赤猫
人間の先代が営んでいたラーメン屋台「あかねこ」を猫の文蔵が受け継ぎ、文蔵の幼馴染の猫、佐々木の提案で店舗として新装開業した、プリンカンパニーが運営する株式会社で猫たちが営むラーメン店。珠子の加入で、人間1人と猫たちが営むラーメン店になった。営業時間はランチ営業が11:00-14:00。14:00-17:00は昼休憩のため一時閉店。夜営業が17:00-22:00。メニューは「赤猫しょうゆラーメン（900円）」「赤猫あっさりラーメン（900円）」「赤猫こってりラーメン（1000円）」「チャーシューメン（1200円）」「野菜ラーメン（900円）」及び各種ハーフ。またクリシュナが手製した自家製の「虎打麺」を使用した「赤猫スペシャル（1800円）」と同「ハーフ（1000円）」。夏季には「虎打つけ麺（900円）」など季節限定メニューもあり、ハロウィン、クリスマスなどのイベントの際にはアレンジメニューを提供する。サイドメニューは餃子、唐揚（各500円）、ごはん（200円）。ラーメン類はいずれも猫が食べられないネギ類の代わりにキンツァイ(チャイニーズセロリ）を使用しているのが特徴で、その味は先代のレシピを参考に、アレンジを加えつつ引き継いでいる。また最近では文蔵自ら「魚介醤油ラーメン」を開発するなどしている。酒類の提供は文蔵の意向で行っていない。ポリシーとして「接客一番　味二番」を掲げており、これは猫が調理するため人間向けの料理の味は一番にはなれないが、最高の接客を提供するという心意気を示すもの。これに関連して、メニューは文字だけのもので、接客猫による商品説明がサービスの一部となっている。なお、オーダーは全てモバイル端末からデータ管理されている。また断り書きとして猫の毛が入ることを了承してもらうよう掲示されているが、すべての猫のスタッフは「毛を落さぬ技」を習得しており、屋台時代を除きクレームがあったことはない。また入店ルールとして、店内完全禁煙の他、店内撮影は一律禁止、取材禁止は無論のこと、SNS等での紹介、拡散も禁止となっており、そのため店の実存を疑う声もあるが、純粋に口コミのみによって顧客を獲得し、右肩上がりに成長している。もともとこの店舗は珠子の叔母がオーナーで飲食店を経営していたが、これを佐々木が買い取った。建物の高さは隣の3階建ビルに比肩するが、利用されているのは1、2階で、3階に相当する階層部分はいわゆる無窓階になっている。1階はホール（6人テーブル席×1（3番テーブル）、4人テーブル席×2（入口側から1番、2番テーブル）、カウンター席×8、トイレ）と厨房、レジ、休憩所や食事の場となるスタッフルーム、製麺所、屋外駐車場等となっており、2階には社員が寝泊まりする個室4部屋（小部屋×3、ベランダ付き大部屋×1）と両開き扉の部屋、神棚、ダイニングキッチン、シャワールーム、物干し場となる大きなベランダがあり、屋上は平らな打ちっぱなしとなっている。なお、暖簾の「ラーメン赤猫」の文字は108話（9巻収録分）までは手書き文字。以後はフォントになっているが、詳細は不明。隣のCoffee NAMIBUAとの共通ポイントカードを導入している。
バー ラット
ラーメン赤猫の向かい左隣のビルの2階に入っているバー。ママさんがひとりで切り盛りしているらしい。ラーメン赤猫から餃子を出前注文することがよくある。また、ラーメン赤猫の常連客が訪れることもある。夏季の花火大会では、ラーメン赤猫、コーヒーナミビアと共にビルの屋上に出店をして、ビアガーデンを開催している。
コーヒー ナミビア
ラーメン赤猫の向かい左隣のビルの1階に入っているコーヒー専門の喫茶店。以前はナミビア共和国をイメージした異国感の強い店内だったらしいが、狩屋が店長になってから改装、さっぱりと明るい雰囲気になってリニューアルオープンした。狩屋と佐々木の間で、ラーメン赤猫との互恵の営業企画を検討している。
佐々木邸
佐々木の実家。もとは佐々木江理子の療養地であり、佐々木が引き継いだと思われる。広い庭と池付きの豪邸で、年末年始や大型連休後の長期休暇などで、しばしばラーメン赤猫のメンバーを招き、弓頭が歓待をしている。

## 書誌情報

### 漫画
- アンギャマン『ラーメン赤猫』 集英社〈ジャンプ・コミックス〉、既刊11巻（2025年6月4日現在）
  1. 2022年10月4日発売[27][28]、ISBN 978-4-08-883279-1
  2. 2022年12月2日発売[29]、ISBN 978-4-08-883398-9
  3. 2023年2月3日発売[30]、ISBN 978-4-08-883402-3
  4. 2023年6月2日発売[31]、ISBN 978-4-08-883619-5
  5. 2023年9月4日発売[32]、ISBN 978-4-08-883713-0
  6. 2023年12月4日発売[33]、ISBN 978-4-08-883811-3
  7. 2024年3月4日発売[34]、ISBN 978-4-08-883859-5
  8. 2024年7月4日発売[35]、ISBN 978-4-08-884056-7
  9. 2024年10月4日発売[36]、ISBN 978-4-08-884244-8
  10. 2025年2月4日発売[37]、ISBN 978-4-08-884430-5
  11. 2025年6月4日発売[38]、ISBN 978-4-08-884542-5

### 小説
- アンギャマン（原作）、郁島青典（小説） 『ラーメン赤猫 本日も接客一番!』 集英社〈JUMP jBOOKS〉、2024年10月4日発売[39]、ISBN 978-4-08-703550-6

## テレビアニメ
第1期は2024年7月から9月まで、TBS系列ほかにて放送された。その後、2024年12月に開催された「ジャンプフェスタ2025」にて、第2期の制作決定が発表された。

### スタッフ
- 原作 - アンギャマン[9]
- 監督 - 清水久敏[9]
- 副監督 - 青島昂希[41]
- シリーズ構成・脚本 - 久保亨[9]
- キャラクターデザイン・総作画監督 - 千葉道徳[9]
- 3D監督 - 菅友彦[41]
- 美術監督 - ルガル・ヤン[41]
- 色彩設計 - 鎌田千賀子[41]
- 撮影監督 - 五十嵐慎一[41]
- 編集 - 柳圭介[41]
- 音響監督 - 前田茜[41]
- 音響効果 - 宅間麻姫
- 音響制作 - 東北新社
- 音楽 - マツオカヒロタカ[41]
- 音楽制作 - 西川純己
- プロデュース - グッドスマイルカンパニー[9]
- 統括プロデューサー - 久保亨、中路亮輔
- プロデューサー - 上村真由、寺田哲章、片山悠樹、外川明宏、梅田ひとみ、山口冬馬、植木達也
- アニメーションプロデューサー - 森谷風海
- プロデュース・アニメーション制作 - E&H production[9]
- 制作 - ラーメン赤猫製作委員会

### 主題歌
「赤猫」
水曜日のカンパネラによる第1期のオープニングテーマ。作詞・作曲はケンモチヒデフミ。
アニメ化が決定する以前より原作ファンから同ユニットの楽曲『招き猫』をテーマソングに推しているということを作者がSNSに投稿した縁から、主題歌を担当することになった。
「本日のおすすめ」
離婚伝説による第1期のエンディングテーマ。作詞・作曲・編曲は離婚伝説。
「ラブリーイェイイェーイ」
らぶぴぴ（釘宮理恵）による第10話の挿入歌。作詞・作曲・編曲はGassy。

### 各話リスト
| 一杯目   | 非公開求人黒猫アスレチック                                | 清水久敏                       | 清水久敏                   | 千葉道徳 赤井方尚 原由美子 西田美弥子 柳瀬譲二                                                          | 2024年 7月4日 |
| 二杯目   | ハナちゃんのプロ意識製麺室の虎                            | 青島昂希 清水久敏              | 青島昂希                   | 穂坂史織 慧敏 吉備団子14号                                                                              | 7月11日       |
| 三杯目   | いいじゃん接客一番マスクドエンジニア                      | 西澤千恵 清水久敏              | 西澤千恵 赤井方尚 佐野誉幸 | 西澤千恵 赤井方尚 佐野誉幸                                                                              | 7月18日       |
| 四杯目   | ふんわりタイガー虎打麺夜更かし猫ちょっと前のお話          | 清水久敏                       | 清水久敏 西澤千恵          | 西澤千恵 佐野誉幸 竹田麻里子 慧敏 大野勉 なかざき冬                                                     | 7月26日       |
| 五杯目   | ブラシは猫を饒⾆にする先輩風は凪やるじゃぁ〜ん            | 青島昂希 清水久敏              | 青島昂希                   | 岡田豊広 穂坂史織 なかざき冬 高橋万帆 佐野誉幸                                                          | 8月2日        |
| 六杯目   | 気になる気になっちゃうなじみ なじむ                       | 清水久敏 青島昂希 ルガル・ヤン | 小野歩                     | 千葉道徳 高橋万帆 斉藤和也 柳瀬譲二 甘井桃                                                              | 8月9日        |
| 七杯目   | 旧知の鬼今日の鏡像野望と獣                                | 西澤千恵 清水久敏              | 藤代早紀                   | ハンミンギ 高橋万帆 なかざき冬 ジョヘジョン ソンスンテク ジョンウンヒ パクエリ ハスンヒ                 | 8月15日       |
| 八杯目   | お客様に年齢制限なし高評価ブラッシングラーメンバカ        | 西澤千恵 清水久敏              | 西澤千恵                   | 西澤千恵 穂坂史織 岡田豊広 なかざき冬 甘井桃                                                            | 8月22日       |
| 九杯目   | 消えたコンフィ事件虎の威学べずヒミツでもないけど          | 神志那弘志 清水久敏            | 藤代早紀                   | 西澤千恵 竹田麻里子 甘井桃 なかざき冬 高橋万帆 ヴェグリヒト ヤン イムジヒョン ソンスンテク ハンミンギ   | 8月29日       |
| 十杯目   | ハートハートラブリーぴぴちゃんおしごと                    | 青島昂希 清水久敏              | 青島昂希                   | 朴性厚 赤井方尚 西澤千恵 なかざき冬 斉藤和也 大野勉 kwtm 加藤明日美 甘井桃 Puk Tegaray Galiano González | 9月5日        |
| 十一杯目 | あやふやな記憶の話ねこによるとくいな仕事                  | 清水久敏 三浦唯                | 清水久敏                   | 西澤千恵 竹田麻里子 岡田豊広 甘井桃 ハンミンギ 穂坂史織 なかざき冬 イムジヒョン ゴイェジャ ソンスンテク | 9月12日       |
| 十二杯目 | Choose the teamいつもご来店ありがとうございますおめでとう | 青島昂希 三浦唯 清水久敏       | 青島昂希                   | 西澤千恵 竹田麻里子 高橋万帆 甘井桃 大野勉 なかざき冬                                                   | 9月19日       |

### 放送局
| 放送期間                   | 放送時間               | 放送局                              | 対象地域 | 備考                      |
| -------------------------- | ---------------------- | ----------------------------------- | -------- | ------------------------- |
| 2024年7月4日 - 9月19日     | 木曜 23:56 - 金曜 0:26 | TBSテレビ（製作参加）ほか系列全28局 | 日本国内 |                           |
| 2024年7月5日 - 9月20日     | 金曜 21:30 - 22:00     | AT-X                                | 日本全域 | CS放送 / リピート放送あり |
| 全放送局で字幕放送を実施。 |                        |                                     |          |                           |

| 配信開始日   | 配信時間                           | 配信サイト | 備考       |
| ------------ | ---------------------------------- | --- | ---------- |
| 2024年7月5日 | 金曜 0:30（木曜深夜） 更新         | Amazon Prime Video | 見放題配信 |
| 2024年7月8日 | 月曜 0:30（日曜深夜） 以降順次更新 | ABEMA auスマートパスプレミアム DMM TV dアニメストア FOD HAPPY!動画 Hulu J:COM STREAM Lemino milplus music.jp Rakuten TV TBS FREE TELASA TVer U-NEXT YouTube （レンタル） アニメ放題 カンテレドーガ バンダイチャンネル ビデオマーケット ふらっと動画 OnGenムービー |            |

### BD / DVD
| 巻  | 発売日         | 収録話         | 規格品番  | 規格品番  |
| 巻  | 発売日         | 収録話         | BD        | DVD       |
| --- | -------------- | -------------- | --------- | --------- |
| BOX | 2024年12月20日 | 第1話 - 第12話 | GABS-2764 | GADS-2765 |

### Webラジオ
Webラジオ番組『ラーメン赤猫 〜ニャンて素敵な店内放送〜』（略称:『ニャンステ・ラジオ』）が、2024年6月7日よりHiBiKi Radio Stationにて不定期で配信。また、「出張版」としてYouTubeチャンネル「GOOD SMILE CHANNEL」にてアーカイブ配信されている。パーソナリティは社 珠子役の折原くるみ。
| ラーメン赤猫 〜ニャンて素敵な店内放送〜 | ラーメン赤猫 〜ニャンて素敵な店内放送〜 | ラーメン赤猫 〜ニャンて素敵な店内放送〜 | ラーメン赤猫 〜ニャンて素敵な店内放送〜                                                |
| 回                                      | HiBiKi Radio Station 配信開始日         | GOOD SMILE CHANNEL 配信開始日           | ゲスト                                                                                 |
| --------------------------------------- | --------------------------------------- | --------------------------------------- | -------------------------------------------------------------------------------------- |
| 第1回                                   | 2024年6月7日                            | 2024年7月8日                            | 津田健次郎（文蔵役）                                                                   |
| 第2回                                   | 2024年7月8日                            | 2024年7月18日                           | 杉山紀彰（佐々木役）                                                                   |
| 第3回                                   | 2024年8月8日                            | 2024年8月8日                            | 村瀬迪与（サブ役）                                                                     |
| 第4回                                   | 2024年9月8日                            | 2024年9月8日                            | 早見沙織（クリシュナ役）                                                               |
| 第5回                                   | 2024年11月22日                          | 2024年11月22日                          | 釘宮理恵（ハナ役）                                                                     |
| スマイルフェス2025特別版                | 2025年6月14日                           | 2025年6月14日                           | メインゲスト 津田健次郎（文蔵役） 常連客ゲスト 白兎夕季（みすず役） 綾坂晴名（マユ役） |

| TBS系列 木曜 23:56 - 金曜 0:26                | TBS系列 木曜 23:56 - 金曜 0:26                   | TBS系列 木曜 23:56 - 金曜 0:26                        |
| 前番組                                        | 番組名                                           | 次番組                                                |
| --------------------------------------------- | ------------------------------------------------ | ----------------------------------------------------- |
| 花野井くんと恋の病 （2024年4月4日 - 6月20日） | ラーメン赤猫（第1期） （2024年7月4日 - 9月19日） | アオのハコ（第1期） （2024年10月3日 - 2025年3月27日） |

## ゲーム
ラーメン赤猫 〜ニャンて素敵なラーメン店〜
グッドスマイルカンパニーより配信されるスマートフォン用ゲームアプリ。2024年12月3日にサービスを開始した。

## 関連商品
2024年12月13日より、文蔵と佐々木のソフビフィギュアがプライズグッズに順次投入されている。